# Fanadvertising
El término fanadvertising (traducido como publicidad fan) implica la creación de contenidos no canónicos por parte del fandom de un determinado producto ficcional (aunque en ocasiones podría pertenecer al terreno de la no ficción) y que pueden funcionar como mensaje publicitario.

## Descripción
Pueden considerarse fanadvertising aquellas producciones discursivas creadas por los fanes que mantienen un fuerte vínculo con la obra original y que pueden funcionar como mensaje publicitario. De esta forma, el universo que gira alrededor del producto ficcional es recibido y asumido como propio por los fanes que, en su papel de prosumidor, recomiendan el consumo a otros receptores a través de creaciones cuya intención es la de compartir con la comunidad de usuarios los gustos e intereses propios. Por este motivo, directivos de las cadenas y los responsables del programa (generalmente series de televisión) se han dado cuenta del enorme potencial que se esconde detrás del fenómeno fandom. De este modo, están desarrollando campañas promocionales dirigidas especialmente a este sector del público. No se trata de campañas convencionales, sino de promociones que incentivan el carácter creativo del fenómeno fandom. Hay tres rasgos principales que definen el fanadvertising. En primer lugar, se trata de creaciones realizadas por el fandom de un determinado producto ficcional, independientemente del origen de la iniciativa. En segundo lugar, responden a un deseo de hablar —generalmente de forma positiva— de la serie original. Y, por último, el fanadvertising tiene un alto índice de viralidad, pues para que pueda cumplir su «objetivo» publicitario, la creación fan debe poder ser vista por el mayor número de usuarios posibles.

## Ejemplos
Son manifestaciones de fanadvertising tanto la creación de una campaña promocional dirigida por la cadena de emisión del programa (como el concurso de la cadena ABC para la serie Lost en el que se invitaba a los seguidores de la serie a concebir y construir la promoción para el episodio final), como la creación de fan film para extender el universo de la serie. Otro ejemplo de fanadvertising es la campaña publicitaria de la serie Mad Men, en la que, a partir de un diseño minimalista, los seguidores de la serie comenzaron a redibujar y reinterpretar el contenido del cartel.
Hoy en día, gracias a internet y a los nuevos soportes de comunicación como las redes sociales o las herramientas de blogueo, algunas de las creaciones realizadas por los fanes se han convertido en auténticos fenómenos virales que han sobrepasado el consumo marginal y exclusivo de las comunidades de fanes, alcanzando medios de comunicación tradicionales y, con ellos, al espectador televisivo tradicional. Un ejemplo de esto lo encontramos en aquellas creaciones que hibridan dos o más textos canónicos, como la falsa secuencia de apertura de Lost con la estética de la serie Friends o la de The Walking Dead con la estética de Growing Pains. Estos videos de fusiones elaborados por los fanes funcionan a modo de anuncio o promoción de ambas series que, además, se convierten en videos virales a través de YouTube. En estos casos, los fanes potencian y promocionan el consumo de un producto ficcional mediante diferentes estrategias comunicativas de creación de contenidos.